# Muzenpark (Almere)
Het Muzenpark is een park in de Muziekwijk van Almere Stad in Flevoland. Dit kleinste park van Almere ligt bij het parkeerterrein van Station Almere Muziekwijk. Het park wordt omsloten door bebouwing. Aan de kop van het park staat de Muzen een licht gebogen, 360 meter lang woongebouw voor ouderen. 
Het park in de Muziekbuurt is genoemd naar de muzen, de godinnen van kunst en wetenschap uit de Griekse mythologie. Het park werd ontworpen in 1990. Op een afgesloten deel van het park is een hondentrimbaan aangelegd.
Doordat het Muzenpark werd aangelegd op een zandopspuiting wijken de boomsoorten af van de andere boomsoorten in Almere. In het park is een bomenwandelroute langs de meer den vijftig boomsoorten uitgezet. Bij de toegang aan de Piccolostraat staat een informatiebord over de route.
Beatrixpark ·
Beginbos ·
Bos der Onverzettelijken ·
Cascadepark ·
Den Uylpark ·
Ebenezer Howardpark ·
Hannie Schaftpark ·
Homeruspark ·
Stadslandgoed de Kemphaan ·
Kromslootpark ·
Lage Vaartoever ·
Laterna Magikapark ·
Leeghwaterplas ·
Lumièrepark ·
Meridiaanpark ·
Muzenpark ·
Noorderleede Oever ·
Oostelijke Groene Wig ·
Overgooische Zoom ·
Polderpark ·
Vroege Vogelbos ·
Westelijke Groene Wig